# Red Bull Air Race World Series 2003
Red Bull Air Race World Series 2003 był to pierwszy sezon z cyklu Red Bull Air Race. Sezon ten składał się z tylko dwóch wyścigów w austriackim Zeltweg oraz w Budapeszcie. Zawody w Zeltweg zostały rozegrane 28 czerwca 2003 roku, a w Budapeszcie zostały rozegrane 20 sierpnia 2003 r.
W pierwszych zawodach wystartowało sześciu zawodników. Pierwsze miejsce zajął Peter Besenyei, natomiast drugie Jurgis Kairys. Jednak z powodu kłopotów z czasem nie przyznano za ten wyścig żadnych punktów. W zawodach w Budapeszcie zwyciężył również Peter Besenyei, a drugie miejsce zajął Klaus Schrodt. Wyniki z Budapesztu były ostatecznymi wynikami sezonu.

## Kalendarz wyścigów
| Red Bull Air Race World Series 2003 | Red Bull Air Race World Series 2003 | Red Bull Air Race World Series 2003 | Red Bull Air Race World Series 2003 |
| Wyścig                              | Data                                | Miejsce                             | Kraj                                |
| ----------------------------------- | ----------------------------------- | ----------------------------------- | ----------------------------------- |
| 1                                   | 28 czerwca                          | Zeltweg                             | Austria                             |
| 2                                   | 20 sierpnia                         | Tököl Airport, Budapeszt            | Węgry                               |

## Wyniki
| Red Bull Air Race World Series 2003 Wyniki | Red Bull Air Race World Series 2003 Wyniki | Red Bull Air Race World Series 2003 Wyniki | Red Bull Air Race World Series 2003 Wyniki | Red Bull Air Race World Series 2003 Wyniki | Red Bull Air Race World Series 2003 Wyniki |
| Miejsce                                    | Pilot                                      | Drużyna                                    | AUS                                        | WĘG                                        | Razem Punktów                              |
| ------------------------------------------ | ------------------------------------------ | ------------------------------------------ | ------------------------------------------ | ------------------------------------------ | ------------------------------------------ |
| 1                                          | Peter Besenyei                             | Red Bull                                   | 1                                          | 1                                          | 6                                          |
| 2                                          | Klaus Schrodt                              | betandwin                                  | NS                                         | 2                                          | 5                                          |
| 3                                          | Kirby Chambliss                            | Red Bull                                   | NP                                         | 3                                          | 4                                          |
| NS                                         | Jurgis Kairys                              | Kairys                                     | 2                                          | DS                                         | 0                                          |
| NS                                         | Paul Bonhomme                              | Bonhomme                                   | 3                                          | DS                                         | 0                                          |
| NS                                         | Steve Jones                                | Jones                                      | NS                                         | DS                                         | 0                                          |
| NS                                         | Alejandro Maclean                          | Maclean                                    | NS                                         | DS                                         | 0                                          |

Legenda:
- NP: Nie uczestniczył
- DS: Nie stawił się
- NS: Nie sklasyfikowany